# Lunca de Jos (Harghita)
Lunca de Jos (veraltet Lunca-de-mijloc, Lunca Gimeșului oder Lunca Ghimeșului; ungarisch Gyimesközéplok oder Csíkgyimesközéplok) ist eine Gemeinde im Kreis Harghita in Siebenbürgen, Rumänien.

## Geographische Lage

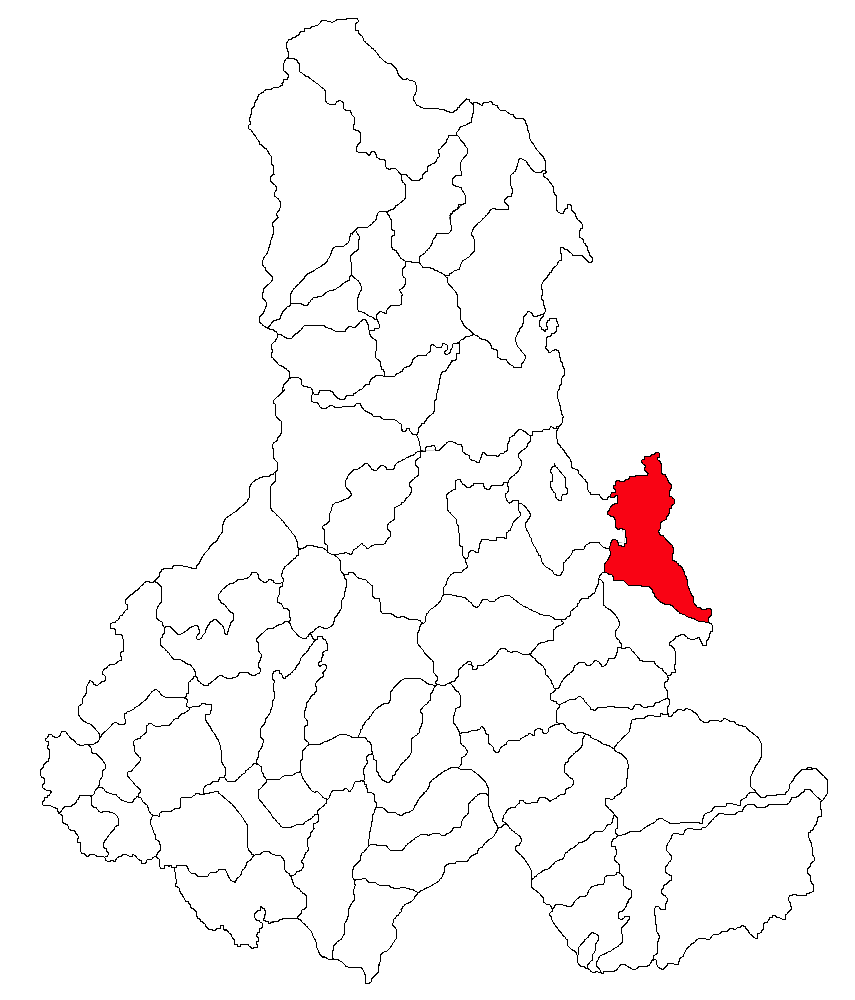
Lage von Lunca de Jos im Kreis Harghita

Die Gemeinde Lunca de Jos liegt im Osten Siebenbürgens in den westlichen Ausläufern des Tarcău-Gebirges – ein Gebirgszug der Ostkarpaten –, im historischen Szeklerland. Am Oberlauf des Trotuș, der Bahnstrecke Sfântu Gheorghe–Siculeni–Adjud und dem Drum național 12A, befindet sich der Ort Lunca de Jos 37 Kilometer nordöstlich von der Kreishauptstadt Miercurea Ciuc entfernt.
Nördlich von Lunca de Jos führt die Kreisstraße (Drum județean) DJ 127A über den Dămuc-Pass (ca. 980 m; ⊙) in Richtung der Kleinstadt Bicaz im Kreis Neamț; die Nationalstraße 12A über den Ghimeș-Făget Pass nach Comănești im Kreis Bacău.

## Geschichte
Der Ort Lunca de Jos wurde erstmals 1850 urkundlich erwähnt.

## Bevölkerung
1850 lebten auf dem Gebiet der heutigen Gemeinde 776 Magyaren. In den nächsten Jahren stieg die Anzahl der Bevölkerung sprunghaft an, sodass 1900 – gleichzeitig die höchste Einwohnerzahl der Deutschen (94) – 2632 Menschen, gezählt wurden. Die höchste Einwohnerzahl (5392) wurde 1977 – gleichzeitig die der Serben (4) – erreicht. Die höchste Anzahl der Magyaren (5313) wurde 1966, die der Rumänen (284) 1930 und die der Roma (75) 2021 erreicht. Darüber hinaus bezeichneten sich 1910 und 1930 je ein Einwohner als Ukrainer, 1930 und 1992 je ein Einwohner als Serbe, 1910 drei, 1930 einer und 1941 zwei Einwohner als Slowaken. 2002 lebten in der Gemeinde 5227 Menschen, davon waren 5175 Magyaren, 42 Rumänen und zehn ohne Angaben. Bei der Volkszählung 2011 wurden in der Gemeinde Lunca de Jos 5328 Menschen gezählt.
Die Hauptbeschäftigung der Bevölkerung ist die Viehzucht und die Holzverarbeitung.

## Sehenswürdigkeiten
- Die römisch-katholische Kirche Sf. Maria Magdalena, wurde 1855 in Lunca de Jos errichtet und 1927 erneuert.[7]
- Eine Wassermühle, im 19. Jahrhundert errichtet (in der str. Principală nr. 605), steht unter Denkmalschutz.[8]
- Im eingemeindeten Dorf Valea Rece (Kaltbach) zwei römisch-katholische Holz-Kapellen Schimbarea la Față[9] im 19. und Sf. Anton[10] im 20. Jahrhundert, sowie die Bauernhöfe von Csillag Péter (Nr. 1124) im 19. Jahrhundert und der von Focze Istvan (Nr. 822) im 20. Jahrhundert errichtet, stehen unter Denkmalschutz.[8]

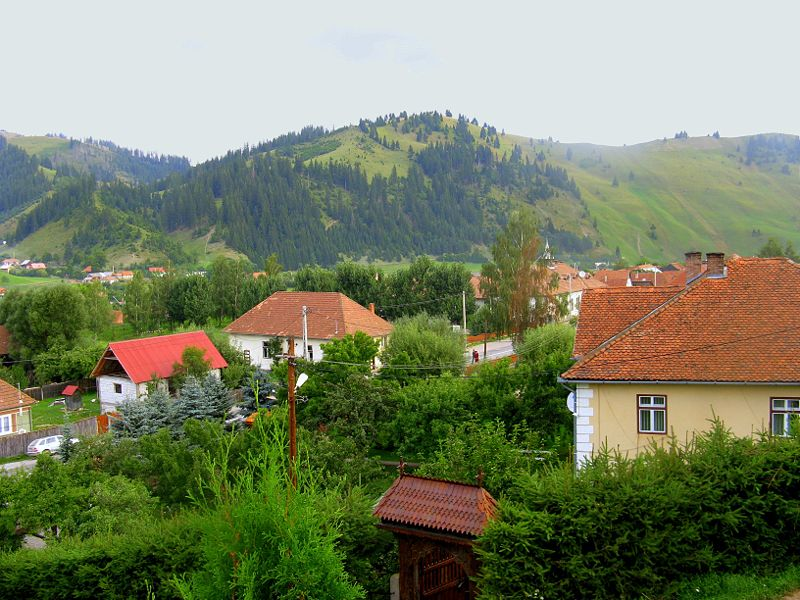
Lunca de Jos
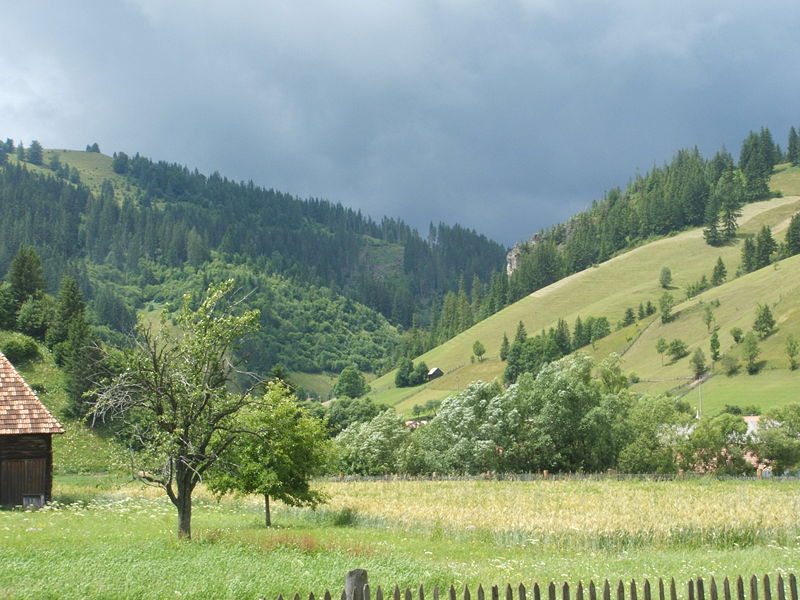
Umgebung bei Lunca de jos
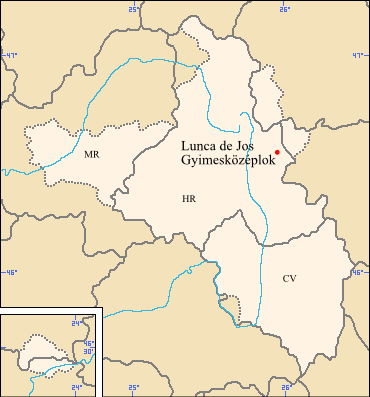
Lage von Lunca de Jos im Szeklerland